# Кордовский халифат
Кордо́вский халифа́т (до 929 года — эмират) (араб. خليفة قرطبة‎) — средневековое арабское исламское государство, располагавшееся на территории Пиренейского полуострова, на землях современных государств Испания и Португалия (929—1031). Столицей халифата являлся один из древнейших и богатейших городов Испании – Кордова.
Кордовский халифат был основан потомком Омейядов Абд ар-Рахманом I, принявшим титул эмира в 756 году. В 929 году Абд ар-Рахман III объявил себя халифом.
Эпоха наивысшего расцвета Кордовского халифата пришлась на период X — нач. XI вв., в больше степени затронув период правление халифа Абдуррахмана III и его сына аль-Хакама II (961—976).
После 1031 года халифат распался на ряд эмиратов, самым значительным из которых был Гранадский эмират — исламское государство, просуществовавшее вплоть до завершения Реконкисты в 1492 году, когда оно было завоёвано Кастилией.

## История

### Рост
Абд ар-Рахман I стал эмиром Кордовы в 756 году, через 6 лет после потери власти Омейядами в Дамаске. Исполненный решимости восстановить силу своей династии, он покорил местных исламских правителей области и объединил различные вотчины в эмират. Войны с соседями постепенно расширили территорию эмирата. Так, в 806 году эмир взял под контроль даже остров Корсика.
К концу IX века Кордовский эмират фактически распался на отдельные феодальные владения. Восстановив политическое единство эмирата, Абд ар-Рахман III столкнулся с угрозой вторжения Фатимидов — конкурирующей исламской династии, укрепившейся в Каире. Поскольку Фатимиды также претендовали на халифат, в ответ Абд ар-Рахман III присвоил себе титул халифа. До провозглашения Абд ар-Рахманом халифом Омейяды в целом признавали Аббасидского халифа Багдада как законного правителя мусульманской общины. Даже после отражения нападений Фатимидов он сохранил более престижный титул. Хотя его титул халифа мало что значил за пределами аль-Андалуса и его североафриканских территорий, внутренне испанские Омейяды считали себя ближе к пророку Мухаммеду и, таким образом, более законными, чем Аббасиды. Халифат, так же как и эмират ранее, вынужденно вёл почти непрерывные войны с христианскими государствами на севере Пиренейского полуострова.

### Процветание
Халифат наслаждался расцветом весь X век. Абд ар-Рахман III объединил Аль-Андалус и оттеснил христиан на север силой либо дипломатическим путём. Он также остановил наступление Фатимидов в Марокко и захватил Мелилью в 927 году, Сеуту в 931 году и Танжер в 951 году.
В период наибольшего расцвета Халифат был одним из самых передовых в экономическом отношении государств в Европе. В сельском хозяйстве и ремесленном производстве в государственных мастерских широко применялся труд рабов. Важное место занимали горная промышленность и судостроение. В X веке начался переходом от уплаты налогов натурой к денежной форме, что ухудшало положение крестьянства.
Рост международного значения Кордовского халифата вёл к расширению его дипломатических связей: известны посольства в Византию (945,955) и Германию (955, 969). Были налажены дипломатические отношения с христианскими королями на севере Пиренейского полуострова. Торговые интересы способствовали установлению сюзеренитета Халифата над некоторыми североафриканскими княжествами (Тахерт, Сиджилмаса и др.).
Во время правления Абд ар-Рахмана III увеличился государственный доход до 6 245 000 динаров. Прибыль, полученная за это время, была разделена на три части: выплата зарплаты и содержание армии, сохранение общественных зданий и нужды халифа.
Пёстрый этнический и вероисповедный состав правящего класса обусловил широкую веротерпимость в Халифате. Это способствовало участию в развитии науки и культуры как мусульман, так и немусульман, благодаря чему в государстве сложились яркая и своеобразная культура и наука. В X веке велось большое строительство в Кордове. Здесь работали видные ученые: филолог Ибн Абд Раббихи, историки ар-Рази, Ибн аль-Кутийя, аль-Хушани и др. В библиотеке халифа аль-Хакама II насчитывалось до 400 тыс. томов.
Смерть Абд ар-Рахмана III привела к возвышению его 46-летнего сына, аль-Хакама II, в 961 году. Аль-Хакам II продолжил политику своего отца в отношении христианских королей и повстанцев в Северной Африке. Доверие аль-Хакама к своим советникам было больше, чем доверие его отца, так как аль-Хакам II мог управлять халифатом самостоятельно. Аль-Хакам II был больше заинтересован в своих научных и интеллектуальных занятиях, чем в управлении халифатом. При аль-Хакаме II Халифат находился на пике своего интеллектуального и научного развития.

### Упадок
Смерть Хакама II в 976 году ознаменовала начало упадка халифата. Перед смертью Хакам назначил своим преемником 10-летнего сына Хишама II (976—1008).
Мухаммад ибн Абу Амир аль-Мансур (в средневековых европейских источниках — Альмансор) занимал должность хаджиба при Хакаме. После смерти Хакама он отстранил от правления халифа Хишама II, который оставался лишь номинальным главой государства. Мухаммад аль-Мансур нанес несколько тяжелых поражений христианским государствам Испании. Его политику продолжал его сын Абду-ль-Малик аль-Музаффар (1002—1008).
Захват власти аль-Мансуром превратил титул халифа в номинальный. В начале XI века в Халифате наступил период феодальных смут (с 1009 по 1031 год сменилось 6 халифов). В 1031 последний халиф Хишам III был свергнут и изгнан из Кордовы, а Халифат распался на множество мелких эмиратов.

## Быт

### Культура

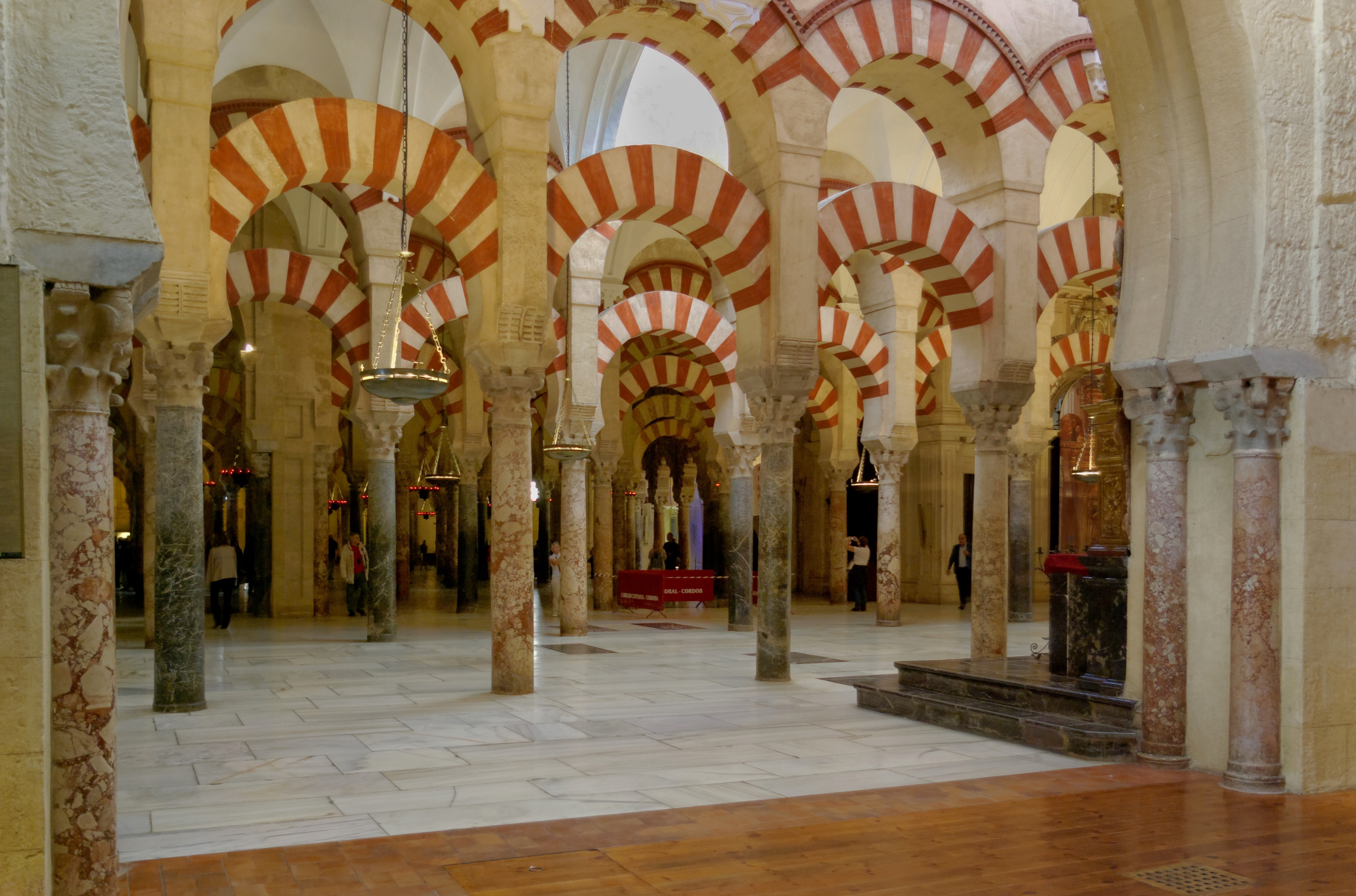
Интерьер мечети Мескита — пример омейядской архитектуры в Испании

Кордова была культурным центром аль-Андалуса и воплощением мавританской архитектуры. Мечети были в центре внимания многих халифов. Дворец халифа, Мадина аз-захра, находился на окраине города и был наполнен восточной роскошью. Около 10 000 рабочих и ремесленников в течение десятилетий работали над дворцом, строя украшенные здания и дворы, заполненные фонтанами и куполами.
Кроме того, Кордова была интеллектуальным центром Аль-Андалуса, здесь активно переводились на арабский, латынь и иврит древнегреческие тексты. Библиотека Аль-Хакама II была одной из крупнейших в мире и насчитывала по меньшей мере 500 000 томов. Для сравнения, в аббатстве Святого Галлава в Швейцарии содержалось чуть более 100 томов.
Университет в Кордове стал самым знаменитым в мире. В нём учились не только мусульмане, но и студенты-христиане со всей Западной Европы. В этот золотой век по всей Испании были разбросаны множество университетов и библиотек.
В период халифата отношения между евреями и арабами были терпимыми, так, еврейские каменщики помогали строить Большую мечеть. Период халифата был отмечен достижениями в области науки, истории, географии, философии и языкознания. Аль-Андалус также подвергался влиянию восточных культур. Музыканту Зирьябу приписывают привоз волос и одежды, зубной пасты и дезодоранта из Багдада на Пиренейский полуостров.

### Экономика
Экономика халифата была разнообразной и успешной, в её основе лежала торговля. Мусульманские торговые пути соединяли Аль-Андалус с внешним миром через Средиземное море. Процветавшая промышленность была построена на производстве текстиля, керамики, изделий из стекла и металла. Арабы принесли на Пиренеи ряд новых культур, таких, как рис, арбуз, бананы, баклажаны и твёрдые сорта пшеницы. Поля орошали водяными колёсами.
Некоторые из самых известных торговцев Халифата были евреями. Еврейские купцы имели обширные торговые сети, которые простирались до Средиземного моря. Поскольку в то время не было международной банковской системы, платежи зависели от высокого уровня доверия, и этот уровень доверия мог быть закреплён только через личные или семейные узы, такие как брак. Евреи из аль-Андалуса, Каира и Леванта вступали в браки между собой. Поэтому у еврейских купцов в халифате были зарубежные коллеги, которые были готовы иметь с ними дело.

### Общество

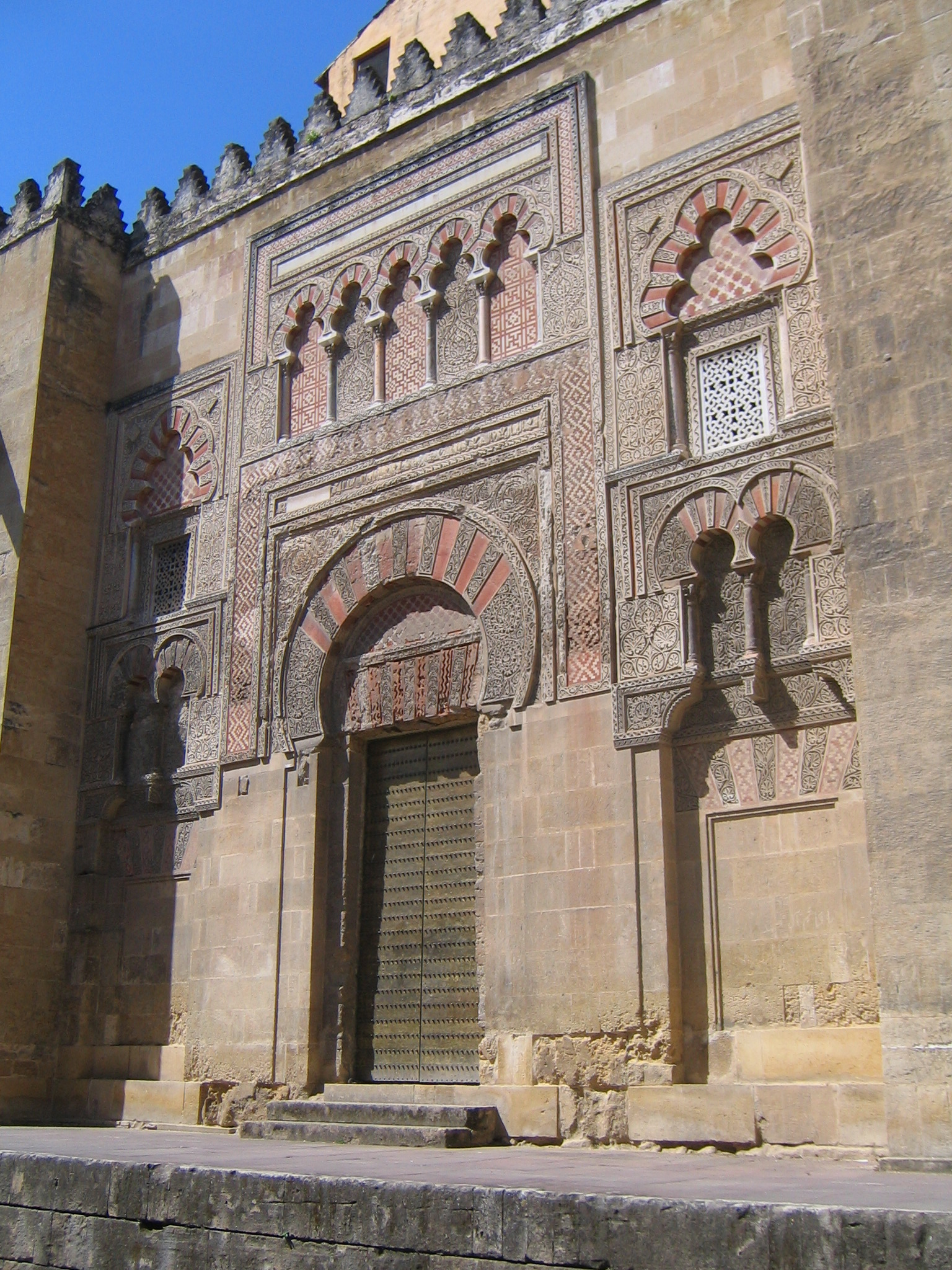
Мечеть Мескита

Господствующее положение в Халифате принадлежало крупной земельной аристократии — хассе. Хассе — это особо привилегированная группа Омейядов и их родственников. Иногда высокие посты в государственном аппарате занимали и немусульмане (мосарабы и евреи). Евреи составляли около 10 % населения — несколько больше, чем арабы, и примерно столько же, сколько берберы. При этом христиане и евреи были обязаны платить джизью — налог на нужды войны против христианских королевств на севере. Слово мусульманина ценилось больше, чем христианина или еврея, в суде, а некоторые преступления наказывались более сурово, если их совершали христианин или еврей против мусульманина.
Гвардия халифа комплектовалась из приближённых рабов сакалиба (букв. — славяне). Рост их влияния быстро сделал их опасными для центральной власти, что особенно проявилось в нач. XI века. Главой всего государственного аппарата и первым лицом после халифа был хаджиб (камергер).

## Халифы Кордовы (929—1031)
- Абу Мутарриф Абду-р-Рахман III ибн Мухаммад ан-Насир, р. 891 (912—961), в 929 принял титул халифа
- Абу-ль-Гази Хакам II ибн Абду-р-Рахман аль-Мустансир, р. 914 (961—976)
- Абу-ль-Валид Хишам II ибн Хакам аль-Муаяд, р. 965 (976—1009, 1010—1013)
- Абу-ль-Валид Мухаммад II ибн Хишам аль-Махди (1009 и 1010)
- Абу Айюб Сулейман ибн Хакам аль-Мустаин (1009—1010 и 1013—1016)
- Али ан-Насир (1016—1018)
- Абду-р-Рахман IV ибн Мухаммад аль-Муртада (1018)
- аль-Касим ибн Хаммуд аль-Мамун (1018—1021 и 1022—1023)
- Яхья ибн Али аль-Мутали (1021—1022 и 1025—1027)
- Абу Мутарриф Абду-р-Рахман V ибн Хишам аль-Мустазхир (1023—1024)
- Мухаммад III ибн Абду-р-Рахман аль-Мустакфи (1024—1025)
- Абу Бакр Хишам ибн Абду-р-Рахман аль-Мутадд, р. 975 (1027—1031)